# Fekvenyomás

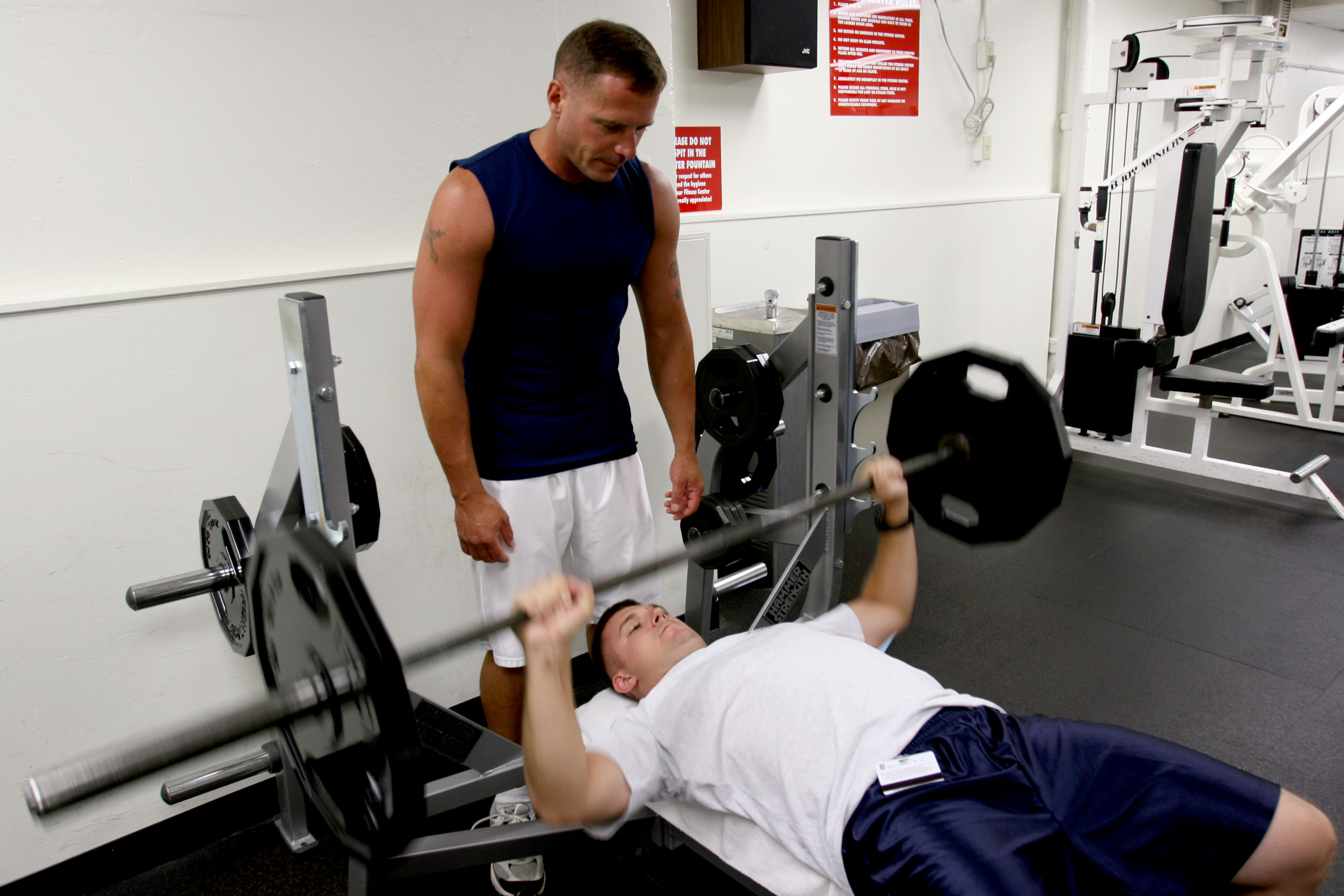
Fekvenyomás spotterrel

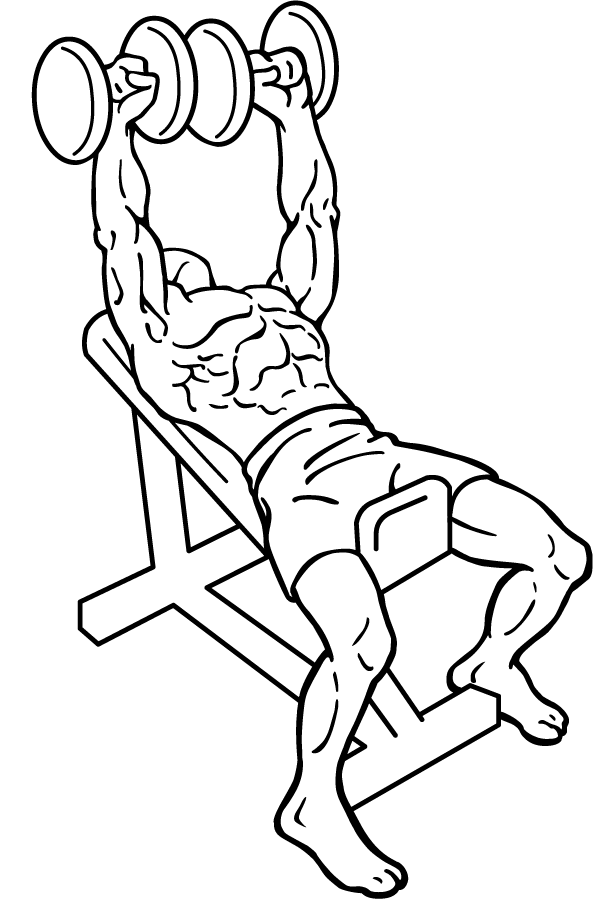
Fekvenyomás ferde padon

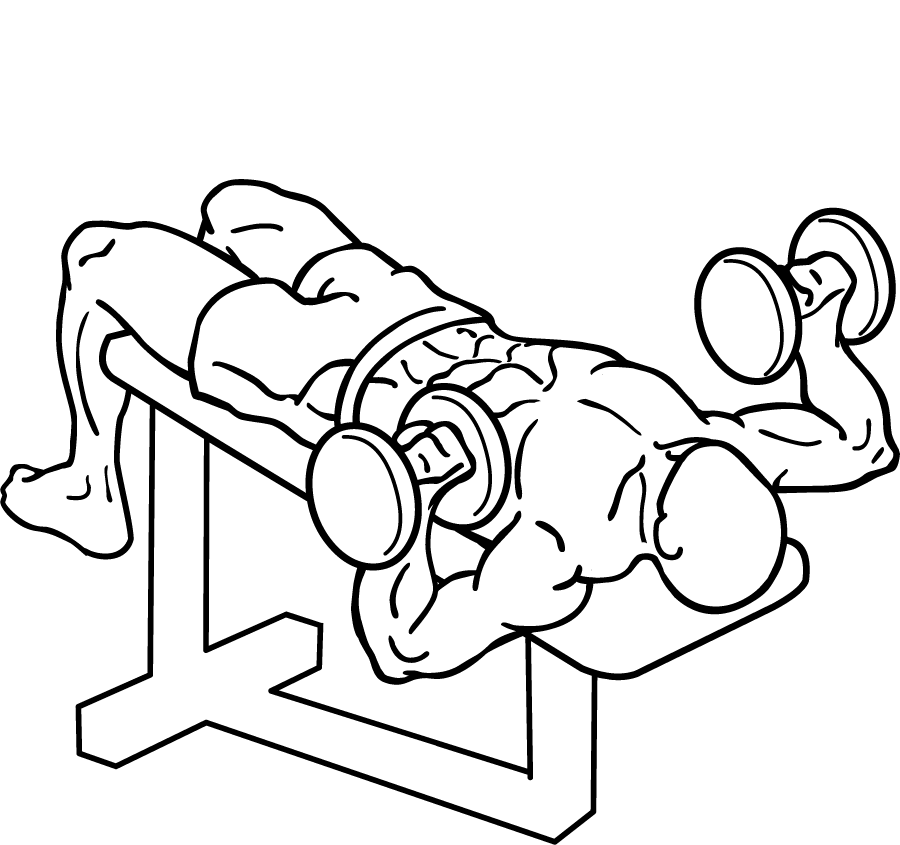
Fekvenyomás negatív ferde padon

A fekvenyomás testgyakorlat, melynek során a hanyatt fekvő személy a kezében tartott súlyt a mellkasáig leengedi, majd onnan felfelé kinyomja. A felsőtest, főleg a mellizom fejlesztésének egyik legfontosabb gyakorlata, a deltaizmot és a tricepszet is igénybe veszi. Több sportágban a sportolók a felkészülésük során erőnövelés céljából alkalmazzák. A fekvenyomás az erőemelés sport egyik fogása. Fekvenyomó bajnokságokat is rendeznek, melyben a cél a gyakorlat minél nagyobb súllyal való egyszeri végrehajtása.

## Kivitelezése
A fekvenyomásnak sokféle variációja létezik. Az egyik, általános gyakorlat ezek közül az egyenes (vízszintes) padon végzett, kétkezes súlyzóval (rúddal) végzett gyakorlat. A személy hanyatt fekszik a gyakorlat céljára szolgáló különleges padon, a fekvenyomópadon, talpai a talajon vannak. A feltámasztott súlyzórudat két kezével megfogja (vállainál szélesebb fogással), kézfeje az arca felé néz. A rudat kiemeli a támasztékról, karjait kinyújtja, ez a kiinduló állás. A rudat a mellére engedi, körülbelül a mellbimbóhoz, közben levegőt vesz. A súlyt ezután kinyomja karja nyújtott állapotáig, közben a levegőt kifújja. A szabályos végrehajtás kimért és fegyelmezett, nincs lendítés és hirtelen mozdulat, nem mozog a csípő, a hát nem hajlik, a talpak is stabilan a földön vannak.

## Hatása
A fekvenyomás elsősorban a mellizmot, az elülső deltaizmokat és a tricepszet veszi igénybe, de a súly és a testhelyzet stabilizálásában sok más izom is részt vesz, kisebb hangsúllyal.

## Változatai
A szabad súllyal végzett fekvenyomásnak sokféle formája létezik, aszerint, hogy mely jellemzőjén milyen változtatás történik. 
- A súlyzó fajtája: használható két egykezes súlyzó, vagy pedig kétkezes súlyzó. Előbbi esetén szabadabb a mozgás pályája, és több izom vesz részt a stabilizálásban. Utóbbinál a kötöttebb mozgás miatt összességében nagyobb súly mozgatható meg.[4]
- Az alátámasztás: egyenes pad helyett végezhető a gyakorlat földön is, ez kisebb mozgástartományt szab meg és a tricepszre fókuszál.[5] A hát különleges labdával is alátámasztható, így a végrehajtás stabilizálásában még több izom fokozottabban vesz részt.[6]
- A fogás szélessége: a hagyományos fekvenyomásnál szűkebb fogást véve az igénybevétel a mellizom külső részéről a belső részére, illetve a tricepszre és a deltára helyeződik át.[7]
- A fogás fajtája: fordított fogást alkalmazva a gyakorlat a tricepszet és a deltaizmot terheli a legjobban.[8] Egyenes fogásnál, ha a hüvelykujj nem fogja át a rudat, hanem a mutatóujj mellett van, hangsúlyosabb lesz a mozdulat toló jellege, így a mellizom igénybevétele fokozható.
- A pad dőlésszöge: a háttámla 30 vagy 45 fokos megemelésével a mellizom felső része dolgozik fokozottabban, a tricepszet és a mellső deltaizmokat is igénybe veszi;[9] míg a háttámla lesüllyesztésével (negatív ferde padon) értelemszerűen a mellizom legalsó része fog terhelődni.[10]

A fekvenyomást erőkeretben (Smith-gépen) is el lehet végezni, a stabilizáló izmok ilyenkor kizárásra kerülnek. A gép lehetővé teszi a segítő (spotter) nélküli végrehajtását a gyakorlatnak.

## A fekvenyomás mint sportág
A fekvenyomás az erőemelés egyik fogása a guggolás, és a felhúzás mellett. Rendeznek erőemelő Európa- és világbajnokságot, hazai és megyei bajnokságokat, összetettben és egyéni számokban is. Fekvenyomásban Magyarországon több, mint kétezer igazolt versenyző van, ami a többi sportághoz képest igen nagy szám. A magyar erőemelés világszínvonalú, kiemelkedő versenyzők például Závodszky Tímea, Nánási Nikoletta, Mészáros László, Ónozó Szabolcs, Árvai István.
A raw fekvenyomás világrekordját 2020-ban Julius Maddox tartja 349 kilogrammal, equipped kategóriában pedig Will Barotti 501 kg-mal. Nők esetében az egy fogásnemből álló equipped versenyen Sandra Lönn állított fel rekordot 235 kg-mal, míg a három fogásnemből álló versenyen, szintén equipped kategóriában a norvég Hugdal Hildeborg tartja a rekordot 227 kg-mal.
Akárcsak a felhúzás esetében, itt is megkülönböztetik az úgynevezett raw (különleges fekvenyomóruha nélküli) és equipped (fekvenyomóruhás) kategóriákat.